# Albion (Oklahoma)
Albion es un pueblo ubicado en el condado de Pushmataha en el estado estadounidense de Oklahoma. En el año 2010 tenía una población de 339 habitantes y una densidad poblacional de 376,67 personas por km².Cuando se estableció Albion, antes de que Oklahoma se convirtiera en un estado, la comunidad estaba ubicada en el condado de Wade, nación Choctaw, en lo que entonces se conocía como territorio indígena.

## Geografía
Albion se encuentra ubicado en las coordenadas 34°39′43″N 95°5′58″O / 34.66194, -95.09944 (34.661944, -95.099444).

## Demografía
Según la Oficina del Censo en 2000 los ingresos medios por hogar en la localidad eran de $14,464 y los ingresos medios por familia eran $17,750. Los hombres tenían unos ingresos medios de $33,438 frente a los $13,125 para las mujeres. La renta per cápita para la localidad era de $6,800. Alrededor del 33.6% de la población estaban por debajo del umbral de pobreza.

## Historia
En 1979, la Casa Mato Kosyk en Albion se incorporó al Registro Nacional de Lugares Históricos. Se considera significativo como la única estructura sobreviviente asociada con el famoso poeta.